# Santa Marta de Magasca
Santa Marta de Magasca település Spanyolországban, Cáceres tartományban. Santa Marta de Magasca Cáceres, Trujillo és La Cumbre községekkel határos. Lakosainak száma 292 fő (2024).

## Népesség
A település népessége az elmúlt években az alábbi módon változott:
| Lakosok száma | 300  | 261  | 252  | 309  | 299  | 305  | 300  | 282  | 301  | 292  |
|               | 2001 | 2004 | 2006 | 2009 | 2011 | 2014 | 2016 | 2019 | 2021 | 2024 |